# Stožok
Stožok es un municipio del distrito de Detva en la región de Banská Bystrica, Eslovaquia, con una población estimada a final del año 2024 de 1195 habitantes.
Se encuentra ubicado en el centro de la región, sobre los montes Centrales Eslovacos (Cárpatos occidentales) y a poca distancia al sur del río Hron —un afluente izquierdo del Danubio—.

## Demografía
| Año        | 1994 | 2004    | 2014     | 2024    |
| ---------- | ---- | ------- | -------- | ------- |
| Población  | 720  | 704     | 1000     | 1195    |
| Diferencia |      | −2,22 % | +42,04 % | +19,5 % |

| Año        | 2023 | 2024    |
| ---------- | ---- | ------- |
| Población  | 1162 | 1195    |
| Diferencia |      | +2,83 % |